# Girgenti House

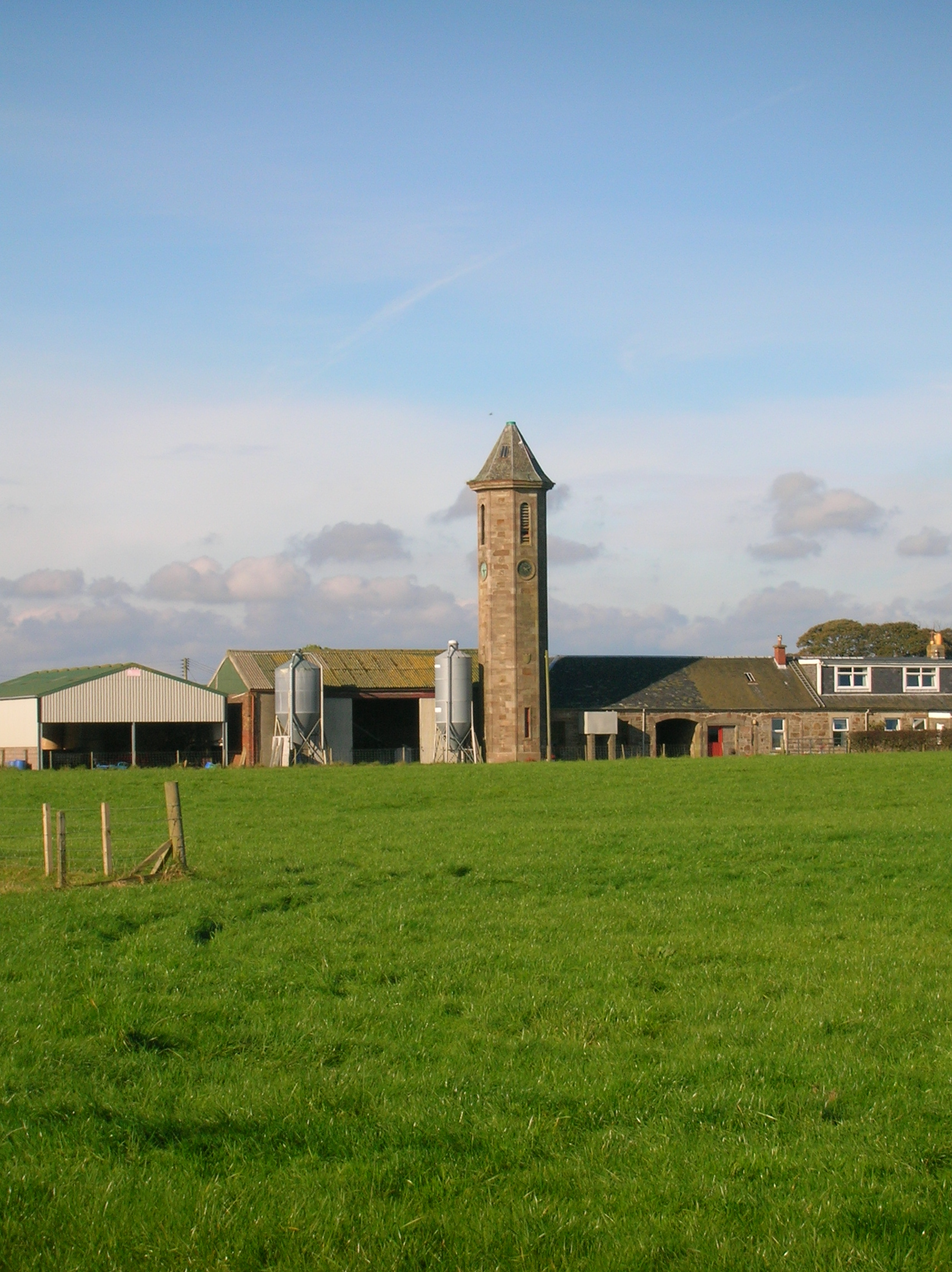
Der Uhrenturm von Girgenti House und der Bauernhof

Girgenti House war ein Landhauses auf einem Grundstück des Baronats Bonshaw in der Gemeinde Stewarton in der schottischen Council Area East Ayrshire. Ein erhaltenes Cottage sowie der zugehörige Bauernhof mit Cheapes Tower sind separat als Denkmäler der Kategorie C klassifiziert.

## Geschichte

### Bonnyton
Bonnyton, Teil des Baronats Bonshaw, hatte den Reids aus Stackawhill und mehreren Generationen der Familie Watt, Tischler und Stellmacher, gehört. Der wurde auch Dr. Robert Watt geboren, der kurz vor seinem Tod 1824 die Bibliotheca Britannica herausbrachte. Dort sind über 200.000 Bücher, Pamphlete und Zeitschriften verzeichnet, die von 1450 bis zum Anfang des 19. Jahrhunderts veröffentlicht wurden. Watt benötigte 25 Jahre, um sie zusammenzutragen. Sein Porträt hängt in der Eingangshalle der Royal Faculty of Physicians and Surgeons of Glasgow und seine direkten Nachkommen leben heute noch in der Gegend um Stewarton.

### Girgenti House

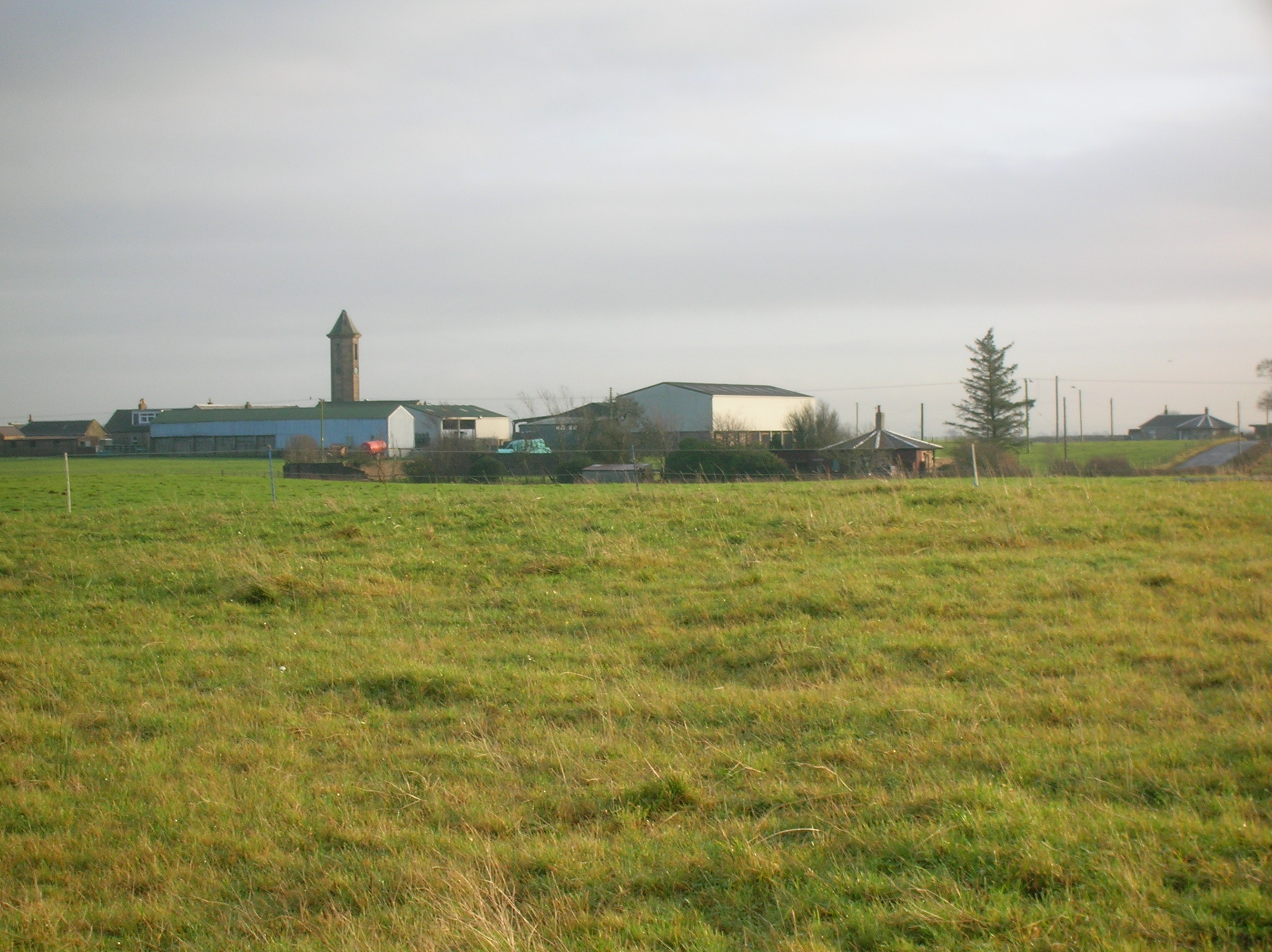
Blick auf den Bauernhof, den Turm und die Lodges von einem Standortbei Torranyard aus

Captain John Cheape, der Erbauer von Girgenti House, gehörte zu der durch George C. Cheape, Esq., aus Strathtyrum bekannten Familie aus Fife und war der siebte Sohn von James Cheape, Esq., aus Sauchie in Clackmannanshire. Er war bei den Scots Fusilier Guards und diente in den Napoleonischen Kriegen.
Bonnyton (und nicht Muirhead, wie gelegentlich behauptet) wurde vom vielgereisten Captain Cheape in „Girgenti“ umbenannt, vielleicht zum Gedenken an einen Besuch bei den alten, griechischen Ruinen von Agrigent, dessen Name im modernen Sizilianischen zu „Girgenti“ geworden ist. 1827 zahlte er Thomas Reid 1350 £ für das Anwesen mit insgesamt 50 schottischen Acres (20 Hektar). Um 6000 £ ließ er den alten Bauernhof von Bonnyton abreißen, ein ziemlich exzentrisches, kleines Landhaus mit Büros bauen und ausgedehnte Pflanzungen von Gehölzen auf wildem Moosland vornehmen. Es ist nicht bekannt, was ihn dazu veranlasste, in diese Gegend zu kommen und sich für solch ein desolates Anwesen zu entscheiden. “Moorhead” ist der ursprüngliche Name, den Girgenti im Lainshaw Register of Sasines erhielt.
Cheape verbrachte die letzten 20 Jahre seines Lebens (1829–1850) in Girgenti House, nachdem er die Armee verlassen hatte. Das Haus hatte eine Vorhalle mit Säulen und erschien grundsätzlich einstöckig mit Jochen, einem Turm mit Dachaufsatz und Gauben auf zwei verschiedenen Stockwerken. Es gab auch ein großes Sommerhaus. Die Ordnance-Survey-Karte zeigt einige, mit dem Landhaus verbundene Gebäude, vermutlich den Bauernhof und eine Remise, Stallungen usw. In den National Archives of Scotland gibt es eine Karte des Anwesens aus dem Jahr 1845, die von John Fairlie aufgenommen wurde.
Cheape war nicht verheiratet und verstarb am 10. Februar 1850 im Alter von 76 Jahren. Das Anwesen wurde zugunsten einiger Krankenhäuser in ganz Schottland (Glasgow, Edinburgh, Aberdeen, Inverness und Dundee) verkauft. Er wurde in der Leigh Kirk in Stewarton beerdigt. Cheapes einzige Schwester, Marianne, die 1792 zunächst mit Sir Alexander Campbell aus Ardkinglass verheiratet war, wurde 1817 die dritte Frau von Thomas, 11. Earl of Strathmore and Kinghorne. Sie wohnten dann in Glamis Castle, wo Queen Mum später einen großen Teil ihrer Kindheit verbrachte und auch Prinzessin Margaret geboren wurde. Sie hätte Girgenti House erben sollen, starb aber vor ihrem Bruder.

### Cheapes Turm
Cheape soll an die Reinkarnation oder Seelenwanderung geglaubt haben; er soll so davon überzeugt gewesen sein, dass er in Gestalt eines Vogels auf die Erde zurückkehren werde, dass er neben dem Landhaus einen hohen Turm mit achteckigem Dach erbauen ließ, in den oben ein Taubenhaus eingebaut war. Das 1843 fertiggestellte Gebäude ist 24,3 Meter hoch und hat vier Zifferblätter, ein Wappen und das Motto „Didus Fractus“ (dt.: Lass es seine Früchte in der Ferne verteilen), alles an den Außenfassaden. Auf einer Tafal am Turm ist vermerkt, dass er „von Captain John Cheape 1843 entworfen und gebaut“ worden sei. Man erzählt sich, dass Captain Cheape mit den Schmugglern gemeinsame Sache gemacht hätte und ein Licht oben auf dem Turm angezündet hätte, wenn er wusste, dass die Küste unbewacht war. Die nahegelegenen Ruinen von Auchenharvie Castle und Darnshaw Farm werden mit dem Schmuggeln von Leichen durch Medizinstudenten aus Glasgow in Zusammenhang gebracht. Der Turm ähnelt stark einem typischen italienischen Campanile und spiegelt somit das Interesse seines Erbauers an der italienischen Kultur wider, ebenso wie der Name „Girgenti“. Man sagt auch, Cheape habe den Turm gebaut, um von dort aus das Meer sehen zu können.

## Spätere Besitzer und Bewohner

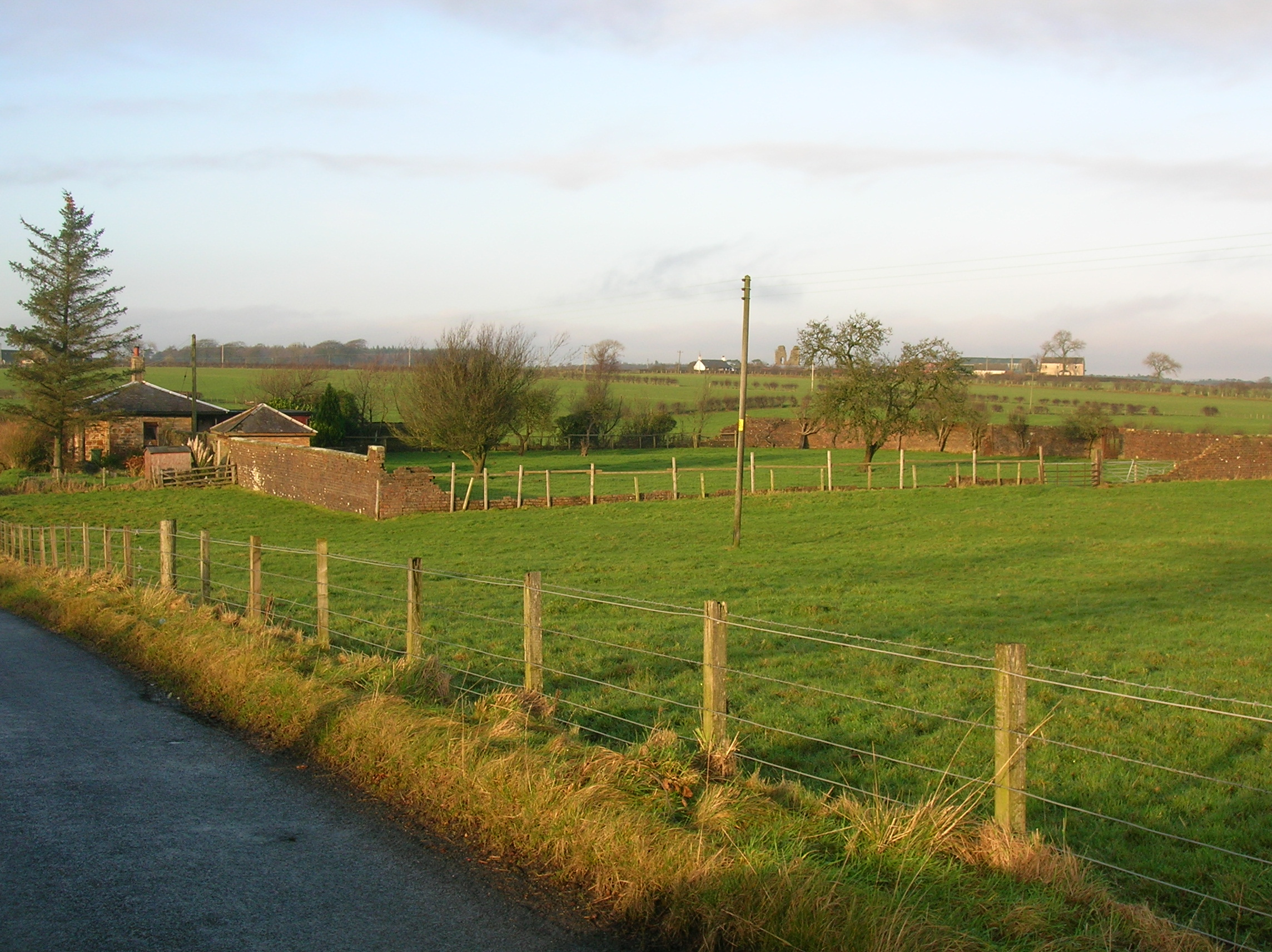
Die westliche Lodge und die Überreste des alten, eingefriedeten Gartens

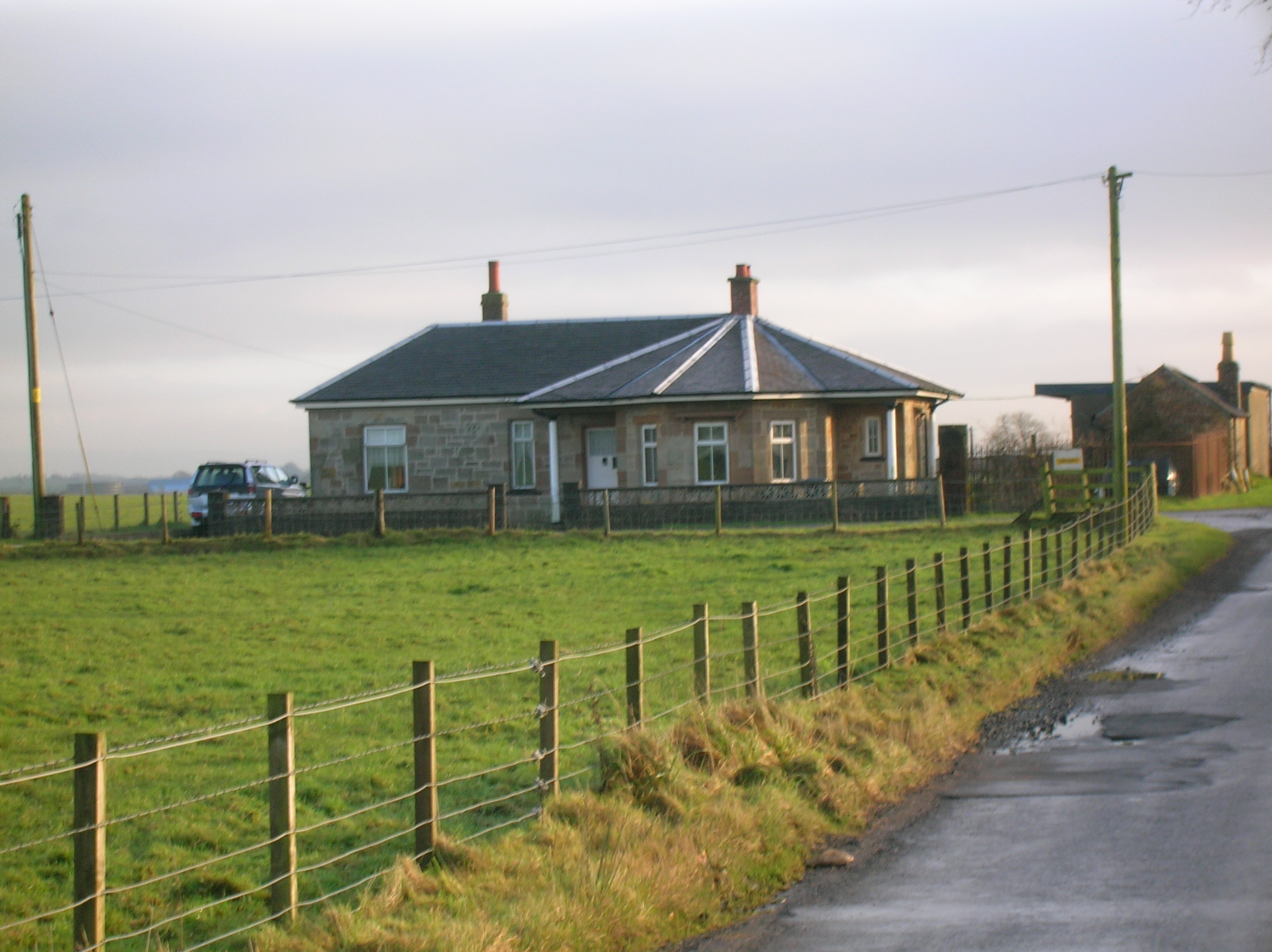
Die östliche Lodge

William Brown, ein Stahlunternehmer aus Glasgow, kaufte das Anwesen, wonach es in die Hände von Alexander Cochrane aus Verreville in Lanarkshire kam. Später kaufte Allan Gilmour aus Eaglesham, ein Geschäftsmann aus Glasgow, das Anwesen für seinen privaten Gebrauch. In den Unterlagen der Volkszählung von 1881 ist vermerkt, dass das Kutscherhaus von James Young aus Glasgow und seiner Gattin, seiner Mutter und sechs Kindern bewohnt war. Christina Fergusson ist als Wäscherin im Landhaus verzeichnet, ebenso wie Janetta R. Moffat aus Dingwall. 1900 wurde Girgenti House an die Glasgow Corporation zur Nutzung als Heim für weibliche Alkoholkranke verkauft; es wurde im Januar 1901 eröffnet. (Dass 71 Patienten im Jahre 1903 dort behandelt wurden und durchschnittlich etwa 43 dort wohnten, zeigt das damalige Ausmaß des Problems.)
Nach weniger als zehn Jahren als Säuferheim wurde das Anwesen wieder verkauft und in ein privates Ausbildungszentrum für heimatlose Jungen zwischen 14 und 20 Jahren umgebaut. Als Nächstes wurde es an die Scottish Labour Colony Association verkauft, die es weiterhin als Ausbildungszentrum nutzte. 1918 wechselte es erneut den Besitzer und wurde wieder landwirtschaftlicher Verwendung zugeführt. Der Besitzer war nun ein Mr Muir, der Urenkel des Thomas Reid aus Stackawhill, von dem Cheape das Anwesen 1827 gekauft hatte.
Der Bauernhof wurde dann 1932 an einen Mr Sword, Vorstandsvorsitzender der Western Scottish Motor Traction Co. Ltd (Busunternehmen) verkauft, der besonderes Interesse an den Nebengebäuden hatte und den Turm restaurieren und die Uhren reparieren ließ. Die beiden Lodges im Italianatestil sind bis heute erhalten, ebenso wie Teile des eingefriedeten Gartens. Das Landhaus selbst wurde in den 1940er-Jahren abgerissen. Die landwirtschaftlichen Gebäude sind vorwiegend original; es gibt ein Cottage. Ab etwa 1960 waren Mr und Mrs Smith Eigentümer des Bauernhofes und bewirtschafteten ihn.

## Galeriebilder

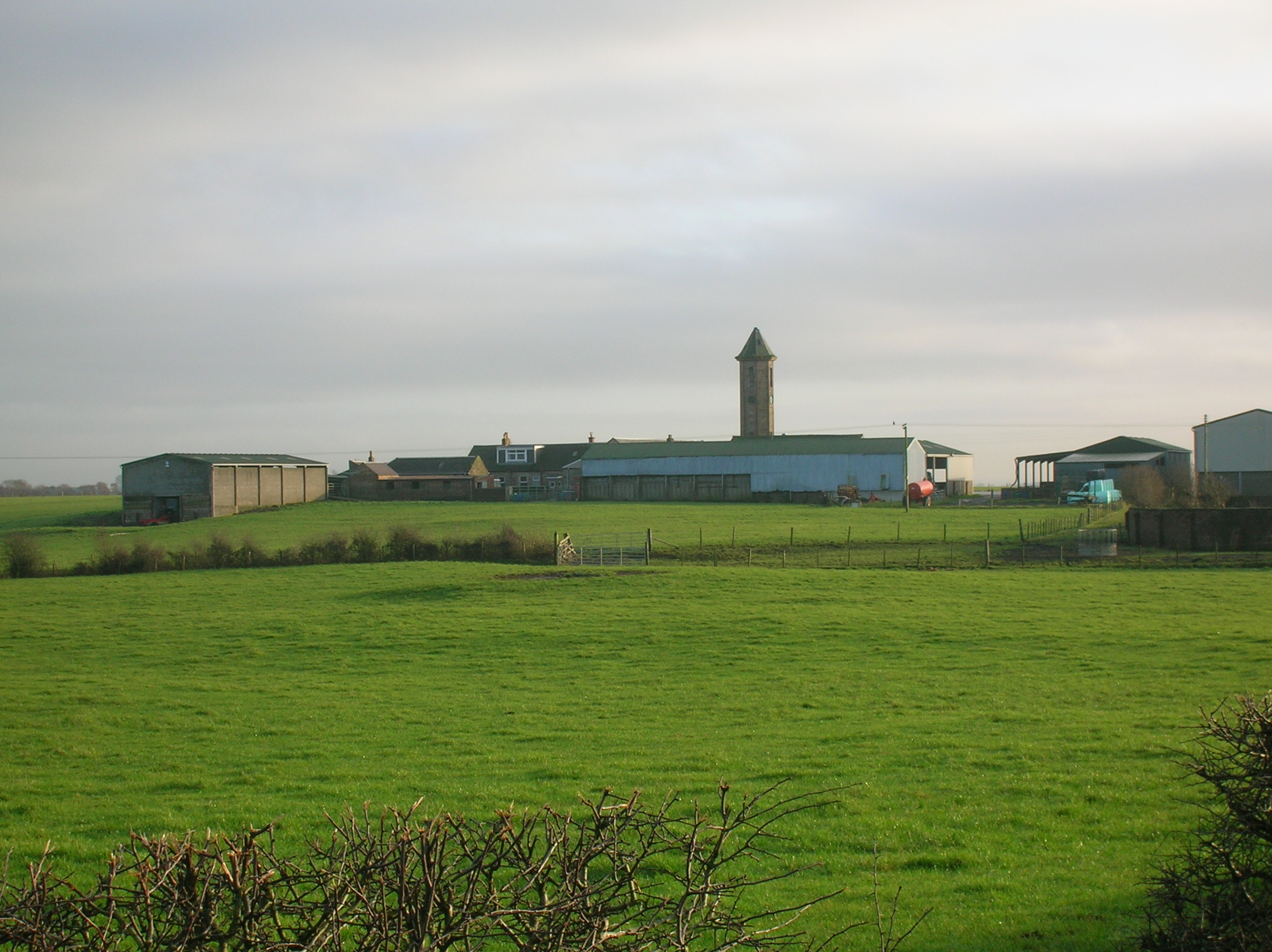
Turm und Bauernhof aus der Ferne
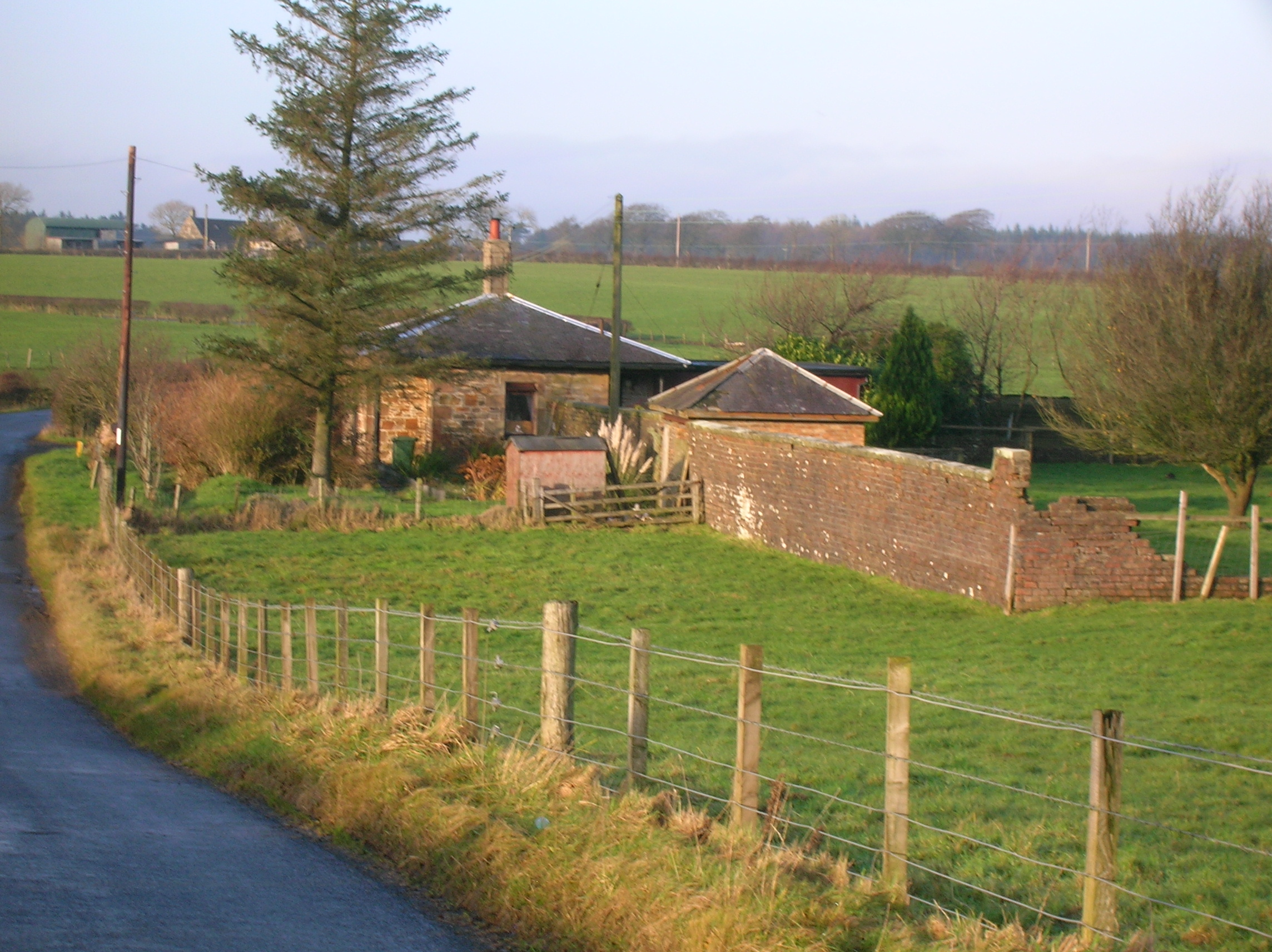
Die westliche Lodge
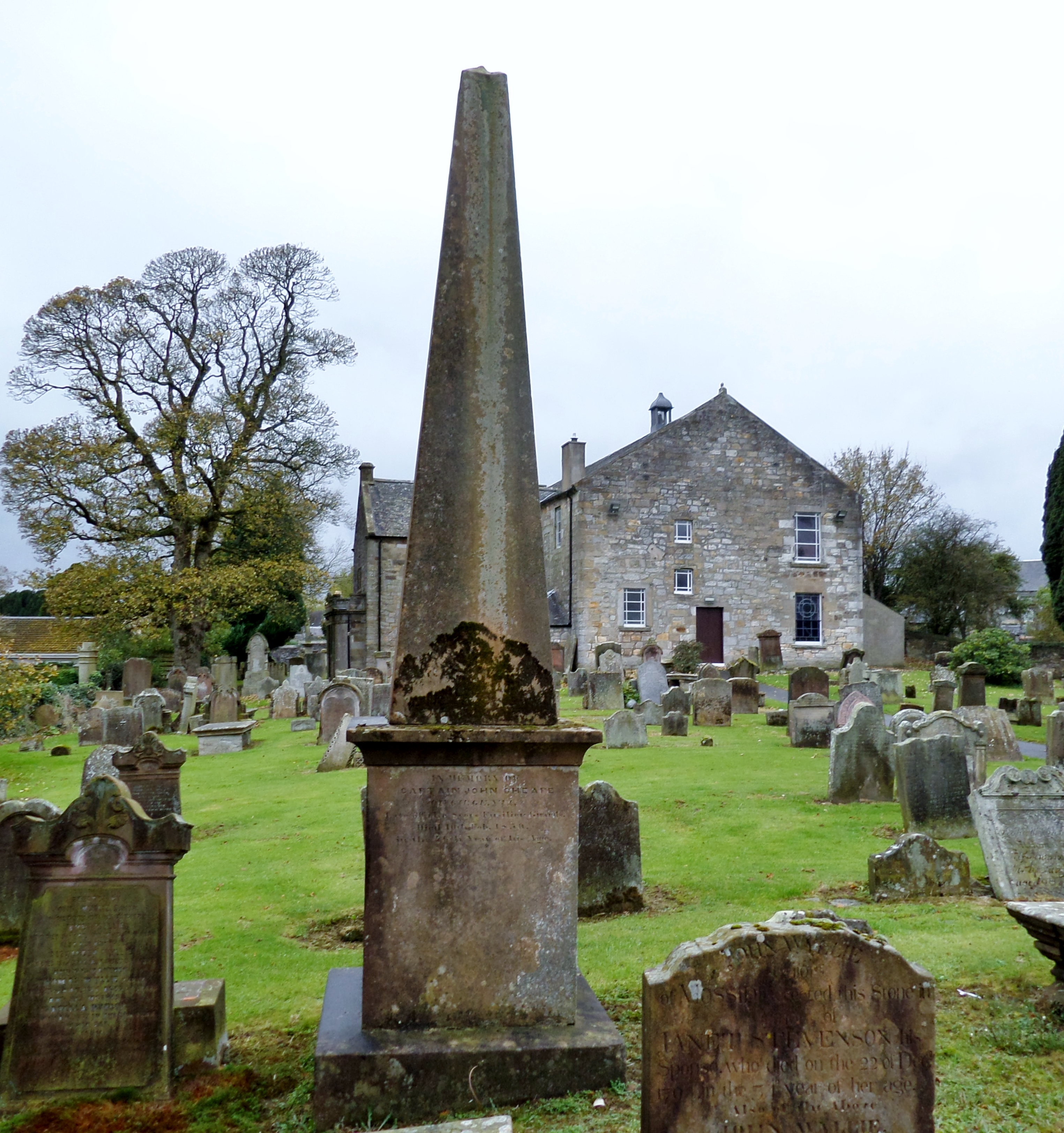
Captain Cheapes Grabstein in Stewarton
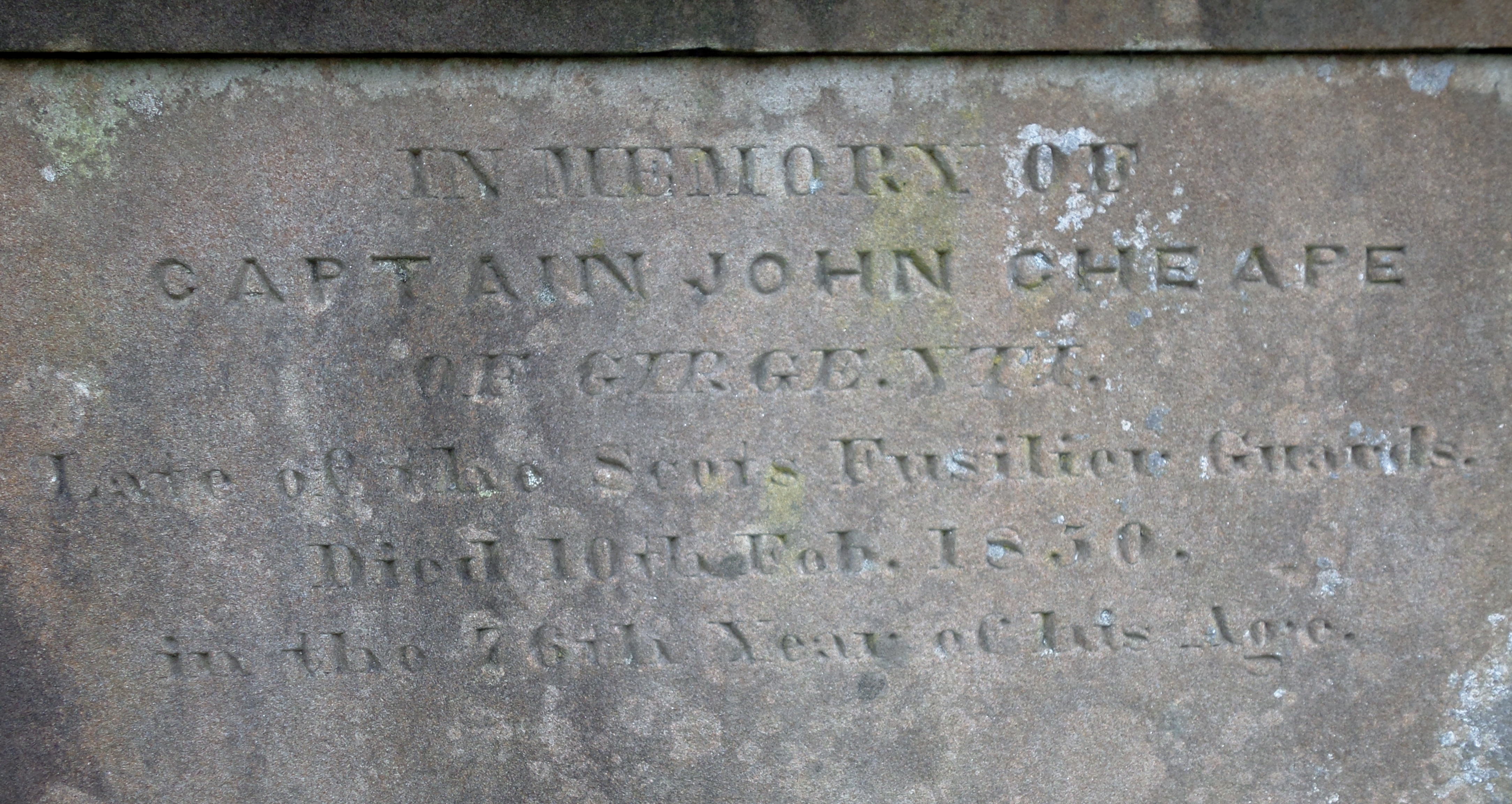
Inschrift an der Laigh Kirk in Stewarton